# Апокрисіарій
Апокрисіарій або поклисар (грец. ἀποκρισιάριος — той хто приносить відповідь; лат. responsalis) — посол, посланник, адвокат у справах церковних, дипломатична посаду в Візантійській імперії. В церковно-адміністративному значенні апокрисіарий — це повноважний представник архієрея або настоятеля монастиря при дворі імператора і вищих цивільних або церковних установах. Апокрисіарій був посередником між вищим духовенством і імператором. Апокрисиарії супроводжували своїх архієреїв при відвідуванні їх двору імператорів. Церковні апокрисіарії відомі у Візантії з V століття. Імператор Юстиніан I надав їм право фінансового та дисциплінарного нагляду над головами місцевих церковних адміністрацій у 1-й половині VI століття.. Помісні церкви (Римська, Олександрійська, Антіохійська, Єрусалимська), митрополії і архієпископії мали в Константинополі постійних апокрисіаріїв. Через них вони мали зв'язок з імператором, приносили свої клопотання і отримували розпорядження імператора. Посаду апокрисіарія займали: Анатолій (Патріарх Константинопольський), Анастасій I (Патріарх Антіохійський), Вигілій (папа римський), Іван III Схоластик, Григорій I (папа римський), Анастасій Апокрисіарій, Мефодій I (Патріарх Константинопольський), Димитрій II Хоматіан. Патріарх Філофей посилав свого апокрисіарія — протодиякона Георгія Пердику на Русь в XIV столітті.
В даний час немає посади апокрисіарія в Православній церкві, але в Англіканській церкві це назва збереглася (як посланник архієпископа); у Католицькій церкві близька до апокрисіарія є в даний час посада нунція.